# Горње Ладање
Горње Ладање је насељено место у саставу општине Виница у Вараждинској жупанији, Хрватска. До територијалне реорганизације у Хрватској налазило се у саставу старе општине Вараждин.

## Становништво
На попису становништва 2011. године, Горње Ладање је имало 949 становника.

## Попис1991.
На попису становништва 1991. године, насељено место Горње Ладање је имало 1.053 становника, следећег националног састава:
| Попис 1991.‍   | Попис 1991.‍  | Попис 1991.‍ | Попис 1991.‍ | Попис 1991.‍ |
| ------------- | ------------ | ----------- | ----------- | ----------- |
|               |              |             |             |             |
| Хрвати        | Хрвати       |             | 1.046       | 99,33%      |
| Словенци      | Словенци     |             | 2           | 0,18%       |
| Југословени   | Југословени  |             | 1           | 0,09%       |
| неопредељени  | неопредељени |             | 3           | 0,28%       |
| непознато     | непознато    |             | 1           | 0,09%       |
| укупно: 1.053 |              |             |             |             |